# Mistrovství Evropy ve skocích do vody 2019
Mistrovství Evropy v skocích do vody za rok 2019 proběhlo v Kyjevě, Ukrajina ve dnech 5. až 11. srpna 2019.

## Česká stopa
Na tomto mistrovství Evropy Česko nemělo ve skocích do vody zastoupení.

## Výsledky

### Individuální disciplíny
| Muži              | Zlato                      | Zlato  | Stříbro                   | Stříbro | Bronz                     | Bronz  |
| ----------------- | -------------------------- | ------ | ------------------------- | ------- | ------------------------- | ------ |
| Skoky z 1 m prkna | Patrick Hausding (GER)     | 388,85 | Oleh Kolodij (UKR)        | 381,50  | Lorenzo Marsaglia (ITA)   | 380,15 |
| Skoky z 3 m prkna | Jevgenij Kuzněcov (RUS)    | 499,45 | Patrick Hausding (GER)    | 456,85  | James Heatly (GBR)        | 439,90 |
| Skoky z 10 m věže | Oleksij Sereda (UKR)       | 488,85 | Benjamin Auffret (FRA)    | 474,90  | Ruslan Těrnovoj (RUS)     | 445,25 |
| Ženy              | Zlato                      | Zlato  | Stříbro                   | Stříbro | Bronz                     | Bronz  |
| Skoky z 1 m prkna | Vitalija Koroljovová (RUS) | 266,70 | Olena Fedorovová (UKR)    | 263,45  | Kristina Ilinychová (RUS) | 263,05 |
| Skoky z 3 m prkna | Inge Jansenová (NED)       | 293,85 | Kristina Ilinychová (RUS) | 292,60  | Tina Punzelová (GER)      | 290,15 |
| Skoky z 10 m věže | Sofija Lyskunová (UKR)     | 330,00 | Celine van Duijnová (NED) | 304,50  | Julija Timošininová (RUS) | 304,45 |

### Týmové disciplíny
| Muži                                               | Zlato                                                                                 | Zlato  | Stříbro                                                                                     | Stříbro | Bronz                                                                                           | Bronz  |
| -------------------------------------------------- | ------------------------------------------------------------------------------------- | ------ | ------------------------------------------------------------------------------------------- | ------- | ----------------------------------------------------------------------------------------------- | ------ |
| Synchronizované skoky dvojic z 3 m prkna           | Rusko (RUS) (Jevgenij Kuzněcov, Nikita Schleicher)                                    | 435,69 | Německo (GER) (Patrick Hausding, Lars Rüdiger)                                              | 398,64  | Spojené království (GBR) (Anthony Harding, Jordan Houlden)                                      | 387,60 |
| Synchronizované skoky dvojic z 10 m věže           | Rusko (RUS) (Alexandr Beljovcev, Nikita Schleicher)                                   | 417,30 | Ukrajina (UKR) (Oleh Serbin, Oleksij Sereda)                                                | 413,16  | Spojené království (GBR) (Matthew Dixon, Noah Williams)                                         | 412,56 |
| Ženy                                               | Zlato                                                                                 | Zlato  | Stříbro                                                                                     | Stříbro | Bronz                                                                                           | Bronz  |
| Synchronizované skoky dvojic z 3 m prkna           | Rusko (RUS) (Uljana Kljujevová, Vitalija Koroljovová)                                 | 290,70 | Německo (GER) (Lena Hentschelová, Tina Punzelová)                                           | 288,87  | Ukrajina (UKR) (Viktorija Kesarová, Hanna Pysmenská)                                            | 287,37 |
| Synchronizované skoky dvojic z 10 m věže           | Itálie (ITA) (Noemi Batkiová, Chiara Pellacaniová)                                    | 290,34 | Spojené království (GBR) (Phoebe Banksová, Emily Martinová)                                 | 284,40  | Rusko (RUS) (Jekatěrina Beljajevová, Julija Timošininová)                                       | 277,50 |
| Mix                                                | Zlato                                                                                 | Zlato  | Stříbro                                                                                     | Stříbro | Bronz                                                                                           | Bronz  |
| Synchronizované skoky smíšených dvojic z 3 m prkna | Ukrajina (UKR) (Viktorija Kesarová, Stanislav Oliferčyk)                              | 297,69 | Německo (GER) (Tina Punzelová, Lou Massenberg)                                              | 294,09  | Švýcarsko (SUI) (Michelle Heimbergová, Jonathan Suckow)                                         | 282,00 |
| Synchronizované skoky smíšených dvojic z 10 m věže | Rusko (RUS) (Jekatěrina Beljajevová, Viktor Minibajev)                                | 320,70 | Spojené království (GBR) (Eden Chengová, Noah Williams)                                     | 303,60  | Německo (GER) (Christina Wassenová, Florian Fandler)                                            | 287,76 |
| Smíšený tým                                        | Německo (GER) (Tina Punzelová, Christina Wassenová, Lou Massenberg, Patrick Hausding) | 405,50 | Rusko (RUS) (Jekatěrina Beljajevová, Vitalija Koroljovová, Viktor Minibajev, Ilja Molčanov) | 401,05  | Spojené království (GBR) (Katherine Torranceová, Eden Chengová, Anthony Harding, Noah Williams) | 392,00 |

## Medailová bilance
Ve skocích do vody se rozdělilo celkem 13 sad medailí.
| Pořadí | Stát                     |       | Muži    | Muži  | Muži  |         | Ženy  | Ženy  | Ženy    |       | Mix   | Mix     | Mix   |  | Muži + Ženy + Mix | Muži + Ženy + Mix | Muži + Ženy + Mix | Celkem |
| Pořadí | Stát                     | Zlato | Stříbro | Bronz | Zlato | Stříbro | Bronz | Zlato | Stříbro | Bronz | Zlato | Stříbro | Bronz |  |                   |                   |                   | Celkem |
| ------ | ------------------------ | ----- | ------- | ----- | ----- | ------- | ----- | ----- | ------- | ----- | ----- | ------- | ----- |  | ----------------- | ----------------- | ----------------- | ------ |
| 1.     | Rusko (RUS)              |       | 3       | 0     | 1     |         | 2     | 1     | 3       |       | 1     | 1       | 0     |  | 6                 | 2                 | 4                 | 12     |
| 2.     | Ukrajina (UKR)           |       | 1       | 2     | 0     |         | 1     | 1     | 1       |       | 1     | 0       | 0     |  | 3                 | 3                 | 1                 | 7      |
| 3.     | Německo (GER)            |       | 1       | 2     | 0     |         | 0     | 1     | 1       |       | 1     | 1       | 1     |  | 2                 | 4                 | 2                 | 8      |
| 4.     | Nizozemsko (NED)         |       | 0       | 0     | 0     |         | 1     | 1     | 0       |       | 0     | 0       | 0     |  | 1                 | 1                 | 0                 | 2      |
| 5.     | Itálie (ITA)             |       | 0       | 0     | 1     |         | 1     | 0     | 0       |       | 0     | 0       | 0     |  | 1                 | 0                 | 1                 | 2      |
| 6.     | Spojené království (GBR) |       | 0       | 0     | 3     |         | 0     | 1     | 0       |       | 0     | 1       | 1     |  | 0                 | 2                 | 4                 | 6      |
| 7.     | Francie (FRA)            |       | 0       | 1     | 0     |         | 0     | 0     | 0       |       | 0     | 0       | 0     |  | 0                 | 1                 | 0                 | 1      |
| 8.     | Švýcarsko (SUI)          |       | 0       | 0     | 0     |         | 0     | 0     | 0       |       | 0     | 0       | 1     |  | 0                 | 0                 | 1                 | 1      |
| Celkem | Celkem                   |       | 5       | 5     | 5     |         | 5     | 5     | 5       |       | 3     | 3       | 3     |  | 13                | 13                | 13                | 39     |